# Fritz Heringhaus
Fritz Heringhaus (* 16. März 1905 in Oesede; † 24. März 1959 ebenda) war ein deutscher Politiker (SPD).
Heringhaus besuchte die katholische Volksschule in Oesede und absolvierte im Anschluss eine Lehre zum Schlosser. Im Jahr 1919 begann er eine Beschäftigung bei der Georgsmarienhütte AG und war hier seit 1949 Betriebsratsvorsitzender und Aufsichtsratsmitglied.
Er trat 1928 in die SPD ein und gehörte von 1945 bis 1947 dem Gemeinderat in Oesede an. Hier war er für drei Jahre ehrenamtlicher Bürgermeister (Amtseinführung am 30. Oktober 1946) und ab 1947 auch Mitglied des Kreistages Osnabrück-Land. Heringhaus wurde zum Mitglied des Niedersächsischen Landtages während der zweiten Wahlperiode zwischen dem 6. Mai 1951 und dem 5. Mai 1955.

## Quelle
- Barbara Simon: Abgeordnete in Niedersachsen 1946–1994. Biographisches Handbuch. Hrsg. vom Präsidenten des Niedersächsischen Landtages. Niedersächsischer Landtag, Hannover 1996, S. 156.